# Frances Faust Lombard
Frances Faust Lombard ( 1915 ) es un micólogo estadounidense.
Desde principios de los 1970s con Michael J. Larsen, (1938–2000), un colega en el "Laboratorio Forestal de micología", dieron comienzo a estudios de específicos problemas taxonómicos con el género Phellinus, siendo coautores de siete artículos sobre la taxonomía de Phellinus

## Algunas publicaciones
- Lombard, FF, Richard Wiebe, Janina Nowakowska. 1945. The Technical Literature of Agricultural Motor Fuels: Including Physical and Chemical Properties, Engine Performance, Economics, Patents, and Books, v. 1-10. Ed. U.S. Gov. Printing Office, 61 p.

- Lombard, FF. 1947. Review of literature on cinchona diseases, injuries, and fungi. Bibliographical bull. 9, USDA, 70 p.

- Duncan, CG, Lombard, FF. 1965. Fungi Associated with Principal Decays in Wood Products in the United States. USDA For. Serv. Research Paper N.º WO-4. Washington, DC. 31 p.

- Larsen, MJ, Lombard FF. 1976. Phellinus fragrans sp. nov. (Aphyllophorales, Hymenochaetaceae) associated with a white rot of maple. Memoirs New York Bot Garden 28:131–140

- ———, ———, Aho PE. 1979. A new variety of Phellinus pini associated with cankers and decay in white firs in southwestern Oregon and northern California. Can J Forest Res 9:31–38

- ———, ———. 1983. Fibroporia angulopora, a new species (Aphyllophorales, Polyporaceae) associated with brown-rot of Pseudotsuga menziesii residue in western Oregon. Mycologia 75:623–627

- Lombard FF, Larsen MJ. 1985a. Phellinus bicuspidatus (Hymenochaetales, Hymenochaetaceae), a new species associated with a white sap rot of oak in Louisiana. Mycologia 77:55–61

- Larsen MJ, Lombard FF, Hodges CS. 1985b. Hawaiian forest fungi V. A new species of Phellinus (Hymenochaetaceae) causing decay of Casuarina and Acacia. Mycologia 77:345–352

- ———, ———. 1986. New combinations in the genus Postia Fr. (Polyporaceae). Mycotaxon 26:271–273

- ———, ———. 1988a. Studies in the genus Phellinus I. The identity of Phellinus rickii with notes on its facultative synonyms. Mycologia 80:72–76

- ———, ———. 1988b. The status of Meripilus giganteus (Aphyllophorales, Polyporaceae) in North America. Mycologia 80:612–621

- ———, ———. 1989. Taxonomy and nomenclature of Phellinus weiri in North America. En: Morrison DJ, ed. Proc 7th International Conference on Root and Butt Rots, 9–16 de agosto de 1988. International Union of Forestry Res. Organizations Working Party S2.06.01, Victoria, British Columbia. p 573–578

- Lombard FF, Larsen MJ, Dorworth D. 1992. Reassessment of the sexual incompatibility system and cultural characteristics of Bjerkandera fumosa. Mycologia 84:406–410

- Larsen MJ, Lombard FF, Clark J. 1994. Phellinus sulphurascens and the closely related P. weirii in North America. Mycologia 86:121–130

## Honores
En su honor se nombra a la especie:
- Laeticorticium lombardiae

- La abreviatura «Lombard» se emplea para indicar a Frances Faust Lombard como autoridad en la descripción y clasificación científica de los vegetales.[3]